# Дјук Елингтон
Дјук Елингтон, рођен као Едвард Кенеди Елингтон (енгл. Edward Kennedy „Duke” Ellington; Вашингтон, 29. април 1899 – Њујорк, 24. мај 1974), амерички је џез музичар, пијаниста и композитор. Био је водећа личност у историји џез музике. Његова музичка каријера трајала је више од пола века, а за то време компоновао је хиљаде популарних песама, као и музику за позориште и филм. Створио је један од најкарактеристичнијих звукова ансамбла западне музике и наставио је да свира оно што је назвао „америчком музиком” готово до краја живота.

## Биографија

### Детињство и младост
Дјук Елингтон рођен је у Вашингтону, као Едвард Кенеди Елингтон, 29. априла 1899. године. Његови родитељи су такође били талентовани музичари, и то пијанисти. Едвард је од малих ногу пазио на манире и био врло достојанствен, због чега га је најбољи пријатељ, Едгар Мекентри, назвао „војводом” (енг. Duke = Дјук). Са седам година почео је да учи да свира клавир. Своју прву композицију „Soda Fountain Rag” написао је са 15 година, инспирисан продавцем газираних пића. Елингтон је студирао сликарство, али упркос томе што је добио стипендију за Прат Институт у Бруклину (Њујорк), ипак се окренуо музици и почео да свира по клубовима већ са 17 година.

### Породични живот
Дјук Елингтон оженио се у 19. години Едном Томпсон, која му је била девојка још од средње школе. Убрзо после венчања добили су једино дете, Мерсер Кенеди Елингтон.

### Смрт
Дјук Елингтон умро је 24. маја 1974. године, у 75. години, услед упале плућа. Боловао је од рака плућа. Његове последње речи биле су: „Музика је начин на који живим, зашто живим и по чему ће ме памтити”. Сахрањен је на гробљу Вудлоун (Woodlawn) у Бронксу (Њујорк). Његовој сахрани присуствовало је више од 12.000 људи.

## Музичка каријера
За професионалну музичку каријеру определио се 1919. године. Четири године касније постаје познат са својим саставом "Вашингтон денс" и од тада његова слава не престаје. Од 1926. са својим оркестром наступа по Америци и Европи, а после Другог светског рата широм света.
У педесет година музичког стваралаштва, Едвард Кенеди „Дјук” Елингтон приближио је џез традиционалној класичној музици, захваљујући иновацијама у компоновању. Написао је више од 1500 композиција, које се одликују богатом инвенцијом, непресушном маштом и осећајем за специфичан стил, а наступао је и као пијаниста уз симфонијске оркестре. За разлику од другог великана џеза, Луиса Армстронга, Елингтон је посветио више пажње компоновању и тражењу специјалних оркестарских боја него импровизацији. Један је од стваралаца оркестарског стила у џезу.
Најпознатије композиције Дјука Елингтона су „Solitude” (Самоћа), „Sophisticated Lady” (Префињена дама) и „Mood Indigo”. Компоновао је и концертна дела, музику за балет, мјузикле и филмскулску и сценску музику. У својим аранжманима и композицији развио је свој специфични „Елингтон Звук” (Ellington sound), који је по боји звука под утицајем музичког импресионизма. У свом раду инспирисао се животом свога народа, коме је и посветио највише композиција. Најпознатија међу њима „Црно, мрко и беж”, говори о томе како се временом мењала боја црнаца доведених из Африке у Америку. У композицији „Њу Орлеанс џез свити” у пет ставова, опевао је најпознатије ствараоце џеза.

## Почасти
У Вашингтону постоји Парк Дјука Елингтона, а један мост у овом граду носи његово име. U њујоршком Централ парку изграђен Сквер Дјук Елингтона, са грандиозним спомеником овом великом музичару. Зграда на Менхетну, у којој је живео, такође носи његово име - Кућа Дјука Елингтона и заштићена је као историјско место.

## Галерија слика
- Парк Дјука Елингтона у Вашингтону
- Мост Дјука Елингтона у Вашингтону
- Кућа Дјука Елингтона на Менхетну
- Гроб Дјука Елингтона на гробљу Вудлоун у Бронксу